# 무을초등학교
무을초등학교는 대한민국 경상북도 구미시 무을면 송삼리에 있는 공립 초등학교다.

## 학교 연혁
- 1929년 9월 7일 무을공립보통학교로 개교
- 1938년 4월 1일 무을공립심상소학교로 개칭
- 1941년 4월 1일 무을공립국민학교로 개칭
- 1981년 3월 5일 병설유치원 개원
- 1996년 3월 1일 무을초등학교로 개칭
- 1999년 3월 1일 안곡분교장 통폐합
- 2001년 3월 1일 무곡분교장 통폐합
- 2011년 3월 1일 자율학교 지정
- 2016.02.05 제84회 졸업(총 5,954명)
- 2016.03.02 입학 및 시업
- 2016.09.01 무을초등, 무을중학교 통합학교 제3대 박용우 교장 취임

## 참고 자료
- 무을초등학교 - 한국교육학술정보원 학교알리미